# Dana Rogoz
Dana Rogoz (n. 26 septembrie 1985, București, România) este o actriță și regizoare română de film și televiziune, designer, personalitate publică și prezentatoare de televiziune.

## Biografie
La vârsta de trei ani a intrat în grupul Minisong, sub conducerea lui Ioan Luchian Mihalea. A urmat un an la Teatrul Evreiesc de Stat, unde cânta și unde a descoperit-o Cristi Rotaru, cel care a adus-o la TVR. Actrița a debutat la vârsta de numai patru ani, când făcea primul ei turneu, și când avea să înceapă să joace la TVR.
La nouă ani juca rolul Abramburicăi în serialul TV Abracadabra difuzat de TVR. În anul 2003 a interpretat rolul Ioanei în filmul Dulcea saună a morții, în regia lui Andrei Blaier. În perioada 2002-2007 a jucat în serialul La Bloc, difuzat de postul Pro TV.
În anul 2007 a fost membru al juriului la concursul Dansez pentru tine (Bailando por un sueño) din Mexic.
În anul 2008 a început să joace rolul lui Ingrid în serialul Îngerașii, difuzat pe canalul Acasă.
Din anul 2009 joacă în serialul de comedie State de România, în rolul fetei primarului, Andreea Popeangă .

## Filmografie

### Filme de cinema
| An   | Titlu                            | Rol           | Note        |
| ---- | -------------------------------- | ------------- | ----------- |
| 2003 | Dulcea saună a morții            | Ioana         |             |
| 2008 | Un bărbat urmărește o femeie     | Ioana         | scurtmetraj |
| 2011 | Încearcă să nu clipești          | Ioana         | scurtmetraj |
| 2012 | Ho Ho Ho 2: O loterie de familie | Irina         |             |
| 2013 | Teoria supremă                   | Fata cu pizza |             |
| 2017 | Octav                            | Ana, 19 ani   |             |
| 2019 | Mo                               | Mo'           |             |
| 2021 | #dogpoopgirl                     | reporter      |             |

### Filme de televiziune
| An        | Titlu                | Rol              | Televiziune | Note        |
| --------- | -------------------- | ---------------- | ----------- | ----------- |
| 1994–2001 | Abracadabra          | Abramburica      | TVR, Pro TV | Emisiune TV |
| 2002–2007 | La bloc              | Mimi Curcă       | Pro TV      |             |
| 2005      | Fete cu lipici       | Mimi             | Pro TV      |             |
| 2008      | Îngerașii            | Ingrid           | Acasă TV    |             |
| 2009      | State de România     | Andreea Popeangă | Acasă TV    |             |
| 2010–2011 | Moștenirea           | Andreea Popeangă | Pro TV      |             |
| 2013      | La bloc: după 10 ani | Mimi Curcă       | Pro TV      | Film TV     |